# 5Pointz
5Pointz ou Five Pointz ou le 5 Pointz Aerosol Art Center, Inc est un ancien espace d'exposition d'art en plein air à New York. Situé à Hunters Point dans le  quartier du Queens (Long Island City), il était considéré jusqu'à sa destruction en 2013 comme « la Mecque du graffiti ». Des artistes de toute origine y réalisaient des œuvres colorées sur les murs d'une usine de compteurs d'eau désaffectée de 20 000 m2. Ce site est considéré comme influent sur la culture du graffiti et la culture New Yorkaise.

## Origine
Le complexe a été créé en 1993 dans le cadre d'un programme appelé Graffiti Terminators établi pour décourager le vandalisme.
Le nom de 5Pointz vient des cinq arrondissements (boroughs) de la ville de New York, du fait de sa réputation d'épicentre des graffitis urbains.
En 2013 est réalisée une interview du gérant de 5 pointz, Meres One. Au travers de cette interview réalisée par Alexandre Degardin, on en apprend davantage sur le lieu.

## Destruction
Five Pointz est recouvert de peinture blanche dans la nuit du lundi au mardi 19 novembre 2013, sur décision du promoteur immobilier Jerry Wolkoff ; cette décision indigne des multiples artistes qui s'étaient battus pour sa conservation,. 
Le promoteur se justifie lors d'une interview sur la chaîne NBC, arguant « J’imaginais la torture que ce serait pour tout le monde de détruire les œuvres pièce par pièce. Je me suis donc dit faisons-le en une fois et mettons un terme à cette torture une fois pour toutes ».
L'immeuble est finalement démoli en septembre 2014.
En février 2018, un juge fédéral reconnait le statut d'art des œuvres représentées à 5Pointz et octroie aux artistes des dommages et intérêts s'élevant à 6,75 millions de dollars. Ces dommages ont été demandés pour 44 œuvres, 150 000 $ de compensation ayant été accordée à chacune.